# Kawasaki Ki-119
El Kawasaki Ki-119 nació como un desarrollo del caza Kawasaki Ki-100.

## Diseño y desarrollo
A principios de 1945, la dominación japonesa del Pacífico era cosa del pasado. Debido a la escasez de materiales estratégicos y pilotos experimentados, la industria japonesa también se vio afectada por ataques aéreos que involucraron al B-29 Superfortress. Por lo tanto, el Departamento Técnico del Comando del Ejército Imperial desarrolló con urgencia la especificación técnica de un cazabombardero monoplaza. El énfasis principal se puso en la simplicidad de la construcción y en la rápida posibilidad de introducir el avión en la producción en masa, y se requería el máximo uso de elementos y componentes listos para usar de los aviones existentes. No se especifica el tipo de unidad de accionamiento. El Departamento Técnico también quería que el avión fuera fácil de volar, de modo que los pilotos recién entrenados sin experiencia en combate pudieran aprender de manera eficiente y rápida la técnica de volar un avión nuevo, operando en aeropuertos de campo con infraestructura deficiente.
Sobre la base de la versión básica del cazabombardero, se planeó construir un caza de escolta y un bombardero en picado. El diseño y la construcción de la nueva máquina, denominada Ki-119, se encargó a la fábrica de Kawasaki. El equipo de ingeniería responsable del nuevo proyecto estuvo dirigido por los principales diseñadores de la empresa: el ingeniero Takeo Doi y Jun Kitano. Apenas tres meses después de recibir las especificaciones del Departamento Técnico, en marzo de 1945, el proyecto del Ki-119 estaba listo y se iniciaba la construcción de una maqueta en madera del avión. El 4 de abril de 1945 la fábrica recibió la orden de preparar una línea de producción y el montaje de la aeronave se realizaría en túneles subterráneos especialmente acondicionados para tal fin. A principios de junio de 1945, un modelo de madera del Ki-119 estaba listo, pero el 22 de junio de 1945, un ataque aéreo B-29 dañó la fábrica en Kakamigahara, donde se quemó la documentación técnica del avión. Por lo tanto, la finalización y el vuelo de prueba del primer prototipo, inicialmente planeado para septiembre de 1945, se pospuso para noviembre, y la rendición de Japón en agosto de 1945 detuvo todo el desarrollo del Ki-119.

## Especificaciones

### Características generales
- Tripulación: 1 piloto
- Longitud: 11,85 m
- Envergadura: 14 m
- Altura: 4,5 m
- Superficie alar: 31,9 m²
- Peso vacío: 3.670 kg
- Peso cargado: 5.980 kg
- Planta motriz: 1× Motor radial Mitsubishi Ha-104.
  - Potencia: 1.640 kW (2.200 HP)

### Rendimiento
- Velocidad máxima operativa (Vno): 580 km/h
- Velocidad crucero (Vc): 400 km/h
- Alcance: 2.200 km
- Techo de vuelo: 11.000 m

### Armamento
- Cañones: 2× Ho-5 de 20 mm montados en el fuselaje
- Bombas: 800 kg (1,764 lb) de bombas

### Desarrollos relacionados
- Kawasaki Ki-100

### Aeronaves similares
- Focke-Wulf Fw 190
- Lavochkin La-7
- Nakajima Ki-84

### Listas relacionadas
- Anexo:Cazas de la Segunda Guerra Mundial
- Anexo:Aeronaves militares utilizadas en la Segunda Guerra Mundial